# Csikcsi
A Csikcsi (Jikji) (hangul: 백운화상초록불조직지심체요절, Pegun Hvaszang Cshorok Puldzso Csikcsi Simcshe Jodzsol (Baegun hwasang chorok buljo jikji simche yojeol); handzsa (hanja): 白雲和尙抄錄佛祖直指心體要節) egy koreai buddhista dokumentum címének a rövidítése, melynek teljes alakját így lehetne lefordítani: „Pegun (백운, Baegun) szerzetes antológiája a nagypapok tanításairól Buddha szellemének a szon (seon) szerinti megismeréséről”. Korjo (Goryeo) idején, 1377-ben nyomtatták ki, így ez a világ legrégibb, mozgatható fémbetűkkel elkészített nyomtatott könyve. Az UNESCO 2001 szeptemberében ismerte el ezt, és ekkor vette fel A világ emlékezete program keretében védendő értékek sorába.
A Csikcsi (Jikji)t a Hungdok (흥덕, Heungdeok) templomban 1377-ben, 78 évvel Johannes Gutenberg Bibliája előtt nyomtatták ki. Utóbbit 1452–1455 között nyomtatták. A Csikcsi (Jikji) legnagyobb része mára már elveszett, csak utolsó fejezete maradt fenn.

## Szerzője
A Csikcsi (Jikji)t Pegun (Baegun) buddhista szerzetes (1298–1374, buddhista nevén „Kjonghan” (경한, „Gyeonghan”)) írta, aki Anguk (Anguk) és Singvang (Shingwang) templomok főpapja volt Hedzsu (해주, Haeju) városában. A könyvet két kötetben nyomtatták ki Szongbulszan (Seongbulsan)ban 1372-ben. Pegun (Baegun) 1374-ben Jodzsu (여주, Yeoju) városában a Csüam (취암, Chwiam) templomban halt meg.

## Tartalma
A Csikcsi (Jikji) az egymást követő generációk leginkább tiszteletre méltó szerzeteseitől származó szemelvények gyűjteménye. Ezt a koreai buddhizmust elsajátítók számára készítették. A vallás a Korjo (Goryeo)-dinasztia (918–1392) – Korea nemzeti vallása volt.
A Csikcsi (Jikji) a szon (seon), a japán zen buddhizmust felváltó vallás alapelveit írja le.
A Csikcsi (Jikji) két kötetből áll. A Hungdok (Heungdeok) templomban kinyomtatott példányt a Francia Nemzeti Könyvtár Keleti Kéziratok részlegében őrzik, melyben az utolsó kötet első oldala (1. könyv 38. fejezet) gyorsan le lett másolva. A Csüam (Chwiam) templomában kinyomtatott fa alapú változat tartalmazza mindkét kötetet. Ebből egy-egy példányt a Koreai Nemzeti Könyvtárban, a Csangszagak (Jangsagak)ban és Pulgap (Bulgap)ban lévő templomokban valamint a Koreai Tudományok Akadémiájában őriznek.

## Nyomtatás
A Csikcsi (Jikji) utolsó oldalán részletes információk vannak a kiadásával kapcsolatban. Többek között megtalálható, hogy U király uralkodásának harmadik évében (1337. júliusban) nyomtatták Hungdok (Heungdeok) templomában, Cshongdzsu (청주, Cheongju) városában, fémes nyomdai eljárással. A Csikcsi (Jikji) két kötetében összesen 370 fejezet volt, de a fémes nyomdai eljárással készített változat első kötete ma már nem létezik.
Egy feljegyzés szerint 1377-ben Pegun (Baegun) tanítványai, Szokszan (석산, Seoksan) és Taldam (달담, Daldam) szerzetesek segítettek a Csikcsi (Jikji) megjelentetésében, melynek során mozgatható fém betűket használtak, de Mjodok (묘덕, Myodeok) szerzetesnő is nagyban segítségükre volt.
A fennmaradt fém nyomók mérete 24,6 x 17,0 cm. Papírja nagyon vékony fehér lap volt. A teljes szöveg nagyon óvatosan kétrét lett hajtva. A borító kinézetéből ítélve később született. Úgy tűnik, a Csikcsi (Jikji) címet is később, tussal írták rá az eredetire. A fennmaradt fémnyomtatású példány címlapján franciául a következő szöveg olvasható: „Ez a legidősebb, simított betűkkel nyomtatott könyv.” Maurice Courant eme feljegyzése szerint 1377-ben készült.
A sorok nem egyenesen, hanem ferdén futnak. Nagy a különbség a megnyúlt levéllapra tintával írt betűk vastagsága között, s gyakoriak a foltok. Vannak olyan karakterek is, mint például a 'nap' (日) vagy az 'egy' (一), melyeket fordítva nyomtattak le, míg más karakterek részben hiányoznak. Ugyanolyan fajta nyomtatott írásjegy nincs kétszer rajta egy oldalon, de a következő oldalon ismét lehet vele találkozni. A karakterek körül elmosódott foltok vannak.

## Francia Nemzeti Könyvtár
A Csoszon fennállása vége felé egy francia diplomata a Csikcsi (Jikji) második kötetét Koreából Franciaországba vitte, mely azóta is a párizsi Francia Nemzeti Könyvtárban őriznek.
Az UNESCO feljegyzései szerint a Csikcsi (Jikji) “Collin de Plancy – 1887-ben, Kodzsong (고종, Gojong) császár uralkodása alatt a szöul (seoul)i Francia Nagykövetég követségi ügyvivője – gyűjteményében volt. Ezután a könyv a Hotel Droot-ban 1911-ben tartott aukción Henri Véver, a klasszikusok egyik gyűjtőjének a kezébe került, s 1950-ben bekövetkezett halálakor ezt a Bibliothèque Nationale de France-bak adományozta, s ez azóta is ott van.” Mára már csak a második kötetből maradt fenn, összesen 38 oldalnyi szöveg.
1886-ban Korea és Franciaország hadügyi és kereskedelmi szerződést kötött, s ennek eredményeképp 1887-ben, miután koreai részről Kim Junsik (김윤식, Kim Yun-sik) (1835–1922), francia részről pedig Plancy (1853-1924) aláírta, a két ország hivatalosan is diplomáciai kapcsolatba lépett egymással. Plancy, aki Franciaországban szerezte meg jogi diplomáját, s ezt követően elutazott, hogy kínaiul tanuljon, 1877 és 1883 között hét évig Franciaország kínai követségén dolgozott fordítóként. 1888-ban Franciaország első koreai konzuljaként Szöul (Seoul)ba ment, s egészen 1891-ig szolgált ezen a helyen. Hosszúra nyúlt koreai tartózkodása alatt először konzulként majd 1896–1906 között ismét teljes hatáskörű diplomáciai küldöttként Victor Collin de Plancy koreai kerámiákat és régi könyveket gyűjtött. Megengedte Kulangnak, aki irodai titkárjaként érkezett a városba, hogy ezeket az anyagokat osztályozza.
Bár nem teljesen világos, milyen csatornákon keresztül tett szert Plancy gyűjteménye darabjaira, úgy tűnik, ezeket az 1900-as évek elejétől kezdve szerezte meg. A legtöbb, általa összegyűjtött régi koreai könyv egy 1911-ben megtartott aukció végeredményeképp a Francia Nemzeti Könyvtárba került. A fémnyomatú Csikcsi (Jikji)t ugyanebben az évben 180 frankért Henri Véver (1854-1943), egy jól ismert ékszerkereskedő és régikönyv-gyűjtő vette meg. Ő végrendeletében ezt a Francia Nemzeti Könyvtárnak adományozta.

## Újrafelfedezés
A fém nyomtatású Csikcsi (Jikji) 1901-ben vált ismertté a világ előtt, mikor szerepelt a francia sinológus és Korea-kutató Maurice Courant (1865–1935) Hanguk Szodzsi (한국서지, Hanguk Seoji) című könyvének függelékében. 1972-ben a Francia Nemzeti Könyvtár által rendezett Nemzetközi Könyvév alkalmából bemutatták Párizsban, s ekkor került először a nemzetközi figyelem középpontjába.
1992. márciusban újjáépítették Hungdok (Heungdeok) templomát. Ugyanebben az évben Cshongdzsu (Cheongju)ban megnyílt a Koreai Nyomtatás Múzeuma, melyek 2000-től a Csikcsi (Jikji) a központi témája.
2001. szeptember 4-én a Csikcsi (Jikji)t hivatalosan is felvették az UNESCO világ emlékezete listájára, 2004-ben pedig a Csikcsi (Jikji) elkészítésének emlékére megalkották a Csikcsi (Jikji)-díjat is.

## Viták
A tulajdonjog kérdése azonban még mindig vitatott. A Francia Nemzeti Könyvtár állítása szerint a Csikcsi (Jikji)nek Franciaországban kellene maradnia, míg Dél-Korea álláspontja szerint vissza kellene juttatni Dél-Koreába. A Francia Nemzeti Könyvtár szerint – mivel az egész emberiség számára történelmi fontosságú alkotás – a könyvnek Franciaországban kellene maradnia. Eszerint ez egy világméretű örökség, és így nem köthető egyetlen országhoz. Mindezeken túl a Könyvtár presztízse és erőforrása miatt jobban megőrizhető és bemutatható jelenlegi helyén. Másrészről viszont Dél-Korea szerint az eredete szerinti országhoz kellene tartoznia, mivel a koreai nép számára van történelmi fontossága, és így több joguk van a könyvhöz. Jelenleg a Csikcsi (Jikji) Franciaországban van, de számos dél-koreai szervezet megpróbál változtatni ezen az állapoton.

## Fordítás
- Ez a szócikk részben vagy egészben  a   Jikji című angol Wikipédia-szócikk ezen változatának fordításán alapul.  Az eredeti cikk szerkesztőit annak laptörténete sorolja fel. Ez a jelzés csupán a megfogalmazás eredetét és a szerzői jogokat jelzi, nem szolgál a cikkben szereplő információk forrásmegjelöléseként.